# David H. Keller
David H. Keller (23 de diciembre de 1880 – 13 de julio de 1966), David Henry Keller (a menudo escrito David H. Keller, MD, pero también conocido por los pseudónimos de Monk Smith, Matthew Smith, Amy Worth, Henry Cecil, Cecilia Henry, y Jacobus Hubelaire), fue un escritor de revistas pulp de mediados del siglo XX, que escribió obras ciencia ficción, fantasía y terror. Fue el primer psiquiatra que escribió para este tipo de géneros.

## Vida y obra
David H. Keller nació en Filadelfia y se graduó en la Escuela de Medicina de la Universidad de Pensilvania en 1903. Fue neuropsiquiatra en el Cuerpo Médico del Ejército de los Estados Unidos durante la Primera y la Segunda Guerras Mundiales, y también fue Superintendente Asistente del Hospital Mental del Estado de Luisiana en Pineville hasta que las reformas administrativas de Huey Long lo retiraron de su posición en 1928.
Ese mismo año David Keller viajó a Nueva York, donde se reunió con Hugo Gernsback, editor de la revista Amazing Stories, que había comprado la primera historia de ciencia ficción de Keller publicada profesionalmente, The Revolt of the Pedestrians. Gernsback estaba impresionado por la calidad literaria de Keller, su conocimiento y erudición, y su habilidad para tratar temas complejos más allá de las predicciones tecnológicas o los bizarros contactos alienígenas que aparecían en las primeras historias del género pulp. Animó a David Keller a escribir y más tarde llamaría a sus distintivos relatos "los ovillos de Keller". 
En 1929 Hugo Gernsback fundó la revista Science Wonder Stories y no solo publicó la obra de Keller en el primer número, sino que también lo presentó como Editor Científico Asociado.  Fue este primer número de Science Wonder Stories el que acuñó el término "ciencia ficción" para el mundo. También fue el comienzo de un intenso período literario para Keller, pero no podía mantener a su familia exclusivamente con sus ganancias como escritor, así que abrió un pequeño consultorio psiquiátrico privado en su hogar en Stroudsburg, Pensilvania.
La obra de David H. Keller a menudo expresa visiones muy conservadoras, (Everett F. Bleiler afirma que ideológicamente era ultraconservador), mostrando una especial hostilidad hacia las feministas y los negros.
Aunque varias de las obras de David H. Keller se consideran anticuadas y se le ha criticado por utilizar tramas o ideas demasiado simplistas o estereotipadas, otras historias contienen visiones muy detalladas sobre la tecnología del futuro y tratan sobre temas tabúes en su época (como la bisexualidad), elementos que actualmente aparecen en la ciencia ficción moderna. El nivel de complejidad de la escritura de Keller destaca sobre otros muchos relatos pulp del mismo período y en cierta medida es un precedente vanguardista de la Edad Dorada de la ciencia ficción.
David H. Keller también escribió varias historias de terror y fantasía, que algunos críticos consideran superiores a su obra de ciencia ficción. Entre estas historias destaca el relato de terror "The Thing In The Cellar". Keller también creó una serie de historias de fantasía llamada la saga de Tales of Cornwall sobre la familia Hubelaire; con una marcada influencia de James Branch Cabell.

## Novelas
- (1929) The Conquerors

Science Wonder Stories dic 29 y ene 30
- (1929) The Human Termites

Science Wonder Stories sep, oct, nov
- (1930) The Evening Star

Science Wonder Stories abril, mayo
- (1931) The Time Projector (con David Lasser) Wonder Stories ago, sep
- (1932) The Metal Doom

Amazing Stories mayo, junio, julio

Fantastic dic 1967, enero de 1968
- (1934) Life Everlasting

Amazing Stories julio, ago
- (1940) The Devil and the Doctor
- (1948) The Abyss
- (1949) The Eternal Conflict
- (1949) The Homunculus
- (1950) The Lady Decides

## Relatos cortos
- (1928) "The Revolt of the Pedestrians"
 Amazing Stories Febrero
- (1928) "White Collars" 
 Amazing Stories Abril
- (1928) "The Menace" 
 Amazing Stories Quarterly Verano
- (1928) "A Biological Experiment" 
 Amazing Stories Junio
- (1928) "The Psychophonic Nurse" 
 Amazing Stories Noviembre
- (1928) "Stenographer's Hands" 
 Amazing Stories Quarterly Verano
- (1928) "The Dogs of Salem"  
 Weird Tales Septiembre
- (1929) "The Yeast Men" 
 Amazing Stories Quarterly Verano
- (1929) "The Jelly Fish" 
 Weird Tales Enero
- (1929) "The Damsel and Her Cat" 
 Weird Tales Abril
- (1929) "The Bloodless War" 
 Air Wonder Stories Julio
- (1929) "The Boneless Horror" 
 Science Wonder Stories Julio
- (1929) "The Flying Fool" 
 Amazing Stories Julio
- (1929) "The Feminine Metamorphosis" 
 Science Wonder Stories Agosto
- (1929) "The Battle of the Toads" 
 Weird Tales Octubre
- (1929) "The Tailed Man of Cornwall" 
 Weird Tales Noviembre
- (1929) "Dragon’s Blood" 
 Fanews
- (1930) "Air Lines" 
 Amazing Stories Enero
- (1930) "Creation Unforgivable" 
 Weird Tales Abril
- (1930) "The Ivy War" 
 Amazing Stories Mayo
- (1931) "The Cerebral Library" 
 Amazing Stories Mayo
- (1931) "Free as Air" 
 Amazing Stories Junio
- (1931) "The Rat Racket" 
 Amazing Stories Noviembre
- (1932) "The Pent House" 
 Amazing Stories Febrero
- (1932) "The Thing in the Cellar" 
 Weird Tales Marzo
- (1932) "The Hidden Monster" 
 Oriental Stories Verano
- (1932) "No More Tomorrows" 
 Amazing Stories Diciembre
- (1933) "A Piece of Linoleum" ( como Amy Worth) 10 Story Book Diciembre
- (1934) "The Lost Language" 
 Amazing Stories Enero
- (1934) "The Dead Woman" 
 Fantasy Magazine Abril
- (1934) "The Literary Corkscrew" 
 Wonder Stories Marzo
- (1934) "The Doorbell"
 Wonder Stories Junio
- (1934) "The Golden Bough" 
 Marvel Tales Invierno
- (1935) "The Living Machine" 
 Wonder Stories Mayo
- "(1938) "Dust in the House" 
 Weird Tales Julio
- (1938) "The Thirty and One" 
 Marvel Science Stories Noviembre
- (1939) "The Moon Artist" 
 Cosmic Tales Verano
- (1941) "The Goddess of Zion" 
 Weird Tales Enero
- (1941) "The Red Death" 
 Cosmic Stories Julio
- (1942) "The Bridle" 
 Weird Tales Septiembre
- (1947) Heredity 
 The Vortex #2
- (1948) "Helen of 'Troy Loki'"
- (1948) "The Perfumed Garden' 
 The Gorgon v2 #4
- (1949) "The Door" 
 The Arkham Sampler Verano
- (1951) "Chasm of Monsters"
- (1952) "The Folsom Flint"
- (1952) "Fingers in the Sky"
- (1953) "The Golden Key"
 Destiny Primavera
- (1953) "The Question" 
 Fantastic Worlds Otoño
- "Boomeranging ‘Round the Moon"
- "In Memoriam"
- "The Face in the Mirror"
- "The God Wheel"
- "The House Without Mirrors"
- "The Landslide"
- "The Opium Eater"

## Primeras obras
- (1895) Aunt Martha (como Monk Smith)
- (1897) A Phenomenon of the Stars en The Mirror Feb
- (1899) Judge Not, en The Red and Blue (University of Pennsylvania) Nov
- (1900) The Silent One, en The Red and Blue Nov
- (1901) A University Story (como Henry Cecil), en Presbyterian Journal (University of Pennsylvania) Dic
- (1902) The Birth of a Soul (as Henry Cecil), en The White Owl Enero
- (1902) A Three Linked Tail (como Matthew Smith), en The White Owl March
- (1902) The Winning Bride (as Henry Cecil), en The White Owl Marzo
- (1902) The Great American Pie House (as Cecilia Henry), en The White Owl Abril
- (1902) Mother Newhouse (como Henry Cecil), en The White Owl Mayo
- (1902) The Greatness of Duval, en Ursinus Weekly Oct

## Poesía
- (1899) The Night 
 The Red and Blue (University of Pennsylvania) Noviembre
- (1902) Undo Everlasting 
 The White Owl Marzo
- (1902) L’Envoi 
 The White Owl Marzo
- (1902) A Melody 
 The White Owl Marzo
- (1902) A Mother’s Song 
 The White Owl Mayo

## Obras académicas
(1941) The Med-Lee: News Digest of the 9th Medical Battalion 
  12 Nov, 19 Nov, 26 Nov, 10 Dic